# Гарден-Сіті (Айдахо)
Гарден-Сі́ті (англ. Garden City) — місто в окрузі Ада, штат Айдахо, США. Гарден-Сіті майже повністю розташоване в межах міста Бойсе, проте має власне муніципальне управління.

## Історія
Історія міста безпосередньо пов'язана з річкою Бойсі, на якій воно лежить. На берегах річки селилися індіанці. На високій ділянці берега, відомій як «Державний острів» (англ. "Government Island") була розташована військова база, а потім пасовища, які використовувала кавалерія. Береги часто затоплювалися рікою, завдяки чому на території міста утворилися родючі наноси з мулу. В 1920-і роки територію «острова» викупив місцевий підприємець. До 1940-х років на цій території китайці обробляли невеликі сади, що постачали продовольство для місцевих мешканців та гірників. З часом, однак, китайців виселили, і на території майбутнього міста залишилося лише дві родини. Нагадуванням про китайські сади є назва головної вулиці Чайнден (англ. Chinden): вона складена зі слів «китайський» і «сад» (англ. chinese + garden). Гарден-Сіті було засноване 1949 року як місце для проведення азартних ігор. Спочатку воно було лише селом, і його площа становила лише близько 0,4 км. Азартні ігри стали поштовхом до розвитку Гарден-Сіті: була проведена каналізація, водогін та вуличне освітлення. Однак легіслатура штату від 1953 року оголосила азартні ігри поза законом, через що Гарден-Сіті опинилося на межі зникнення. Проте, 1967 року йому присвоєно статус міста. Через кілька років до складу міста увійшли землі на заході та півночі від нього, у тому числі два аеропорти, на території яких були реалізовані кілька будівельних проектів. Гарден-Сіті є частиною агломерації Бойсе.

## Географія
Гарден-Сіті лежить на півночі округу Ада. Середня висота міста — 793 м. Площа міста становить 10,8 км, з яких 0,1 км (0,93 %) зайнято водною поверхнею.

## Демографія

### Перепис 2010 року
За даними перепису 2010, населення Гарден-Сіті становило 10 972 особи у 4 878 домогосподарствах у складі 2 849 родин. Густота населення дорівнювала 1015 осіб/км². Було 5 429 помешкань, середня густина яких становила 518,8/км².Середній вік населення — 43 роки і 2 місяці. Статевий склад населення: 48,4 % — чоловіки, 51,6 % — жінки. Расовий склад населення за даними на 2010 рік:
- білі — 86,2 %;
- афроамериканці — 1,0 %;
- індіанці — 1,1 %;
- азіати — 1,4 %;
- океанійці — 0,1 %;
- дві і більше раси — 3,1 %.
- Іспанці і латиноамериканці незалежно від раси — 13,8 %.

Із 4 878 домогосподарств 24,6 % мали дітей віком до 18 років, які жили з батьками; 42,3 % були подружжями, які жили разом; 11,2 % мали господиню без чоловіка; 4,9 % мали господаря без дружини і 41,6 % не були родинами. 34,0 % домогосподарств складалися з однієї особи, у тому числі 14,5 % віком 65 і більше років. В середньому на домогосподарство припадало 2,22 мешканця, а середній розмір родини становив 2,81 особи.
Середній вік жителів міста становив 43,2 року. Із них 20,6 % були віком до 18 років; 8,9 % — від 18 до 24; 22,3 % від 25 до 44; 29,2 % від 45 до 64 і 18,8 % — 65 років або старші. Статевий склад населення: 48,4 % — чоловіки і 51,6 % — жінки.
Середній дохід на одне домашнє господарство  становив 59 715 доларів США (медіана — 38 086), а середній дохід на одну сім'ю — 75 304 долари (медіана — 51 635). Медіана доходів становила 48 490 доларів для чоловіків та 31 741 долар для жінок. За межею бідності перебувало 19,1 % осіб, у тому числі 30,2 % дітей у віці до 18 років та 8,2 % осіб у віці 65 років та старших.
Цивільне працевлаштоване населення становило 5020 осіб. Основні галузі зайнятості: освіта, охорона здоров'я та соціальна допомога — 23,1 %, роздрібна торгівля — 14,2 %, науковці, спеціалісти, менеджери — 11,9 %.

### Перепис 2000 року
Згідно з переписом 2000 року в місті проживало 10 624 осіб у 4 331 домогосподарствах у складі 2 784 родин. Густота населення становила 1 048,6 особи/км². Було 4 590 помешкань. 
Расовий склад населення:
| - 86,2 % — білих - 1,4 % — азіатів - 1,1 % — корінних американців - 1,0 % — чорних або афроамериканців - 0,1 % — вихідців з тихоокеанських островів - 7,1 % — осіб інших рас |

Із 4 331 домогосподарств 29,8 % мали дітей віком до 18 років, які жили з батьками; 47,7 % були подружжями, які жили разом; 10,9 % мали господиню без чоловіка, і 35,7 % не були родинами. 27 % домогосподарств складалися з однієї особи, у тому числі 8,3 % віком 65 і більше років. В середньому на домогосподарство припадало 2,43 мешканця, а середній розмір родини становив 2,91 особи.
Віковий склад населення: 24,3 % віком до 18 років, 10,8 % від 18 до 24, 29,9 % від 25 до 44, 22,6 % від 45 до 64 і 12,5 % років і старші. Середній вік жителів — 35 років. Статевий склад населення: 51,5 % — чоловіки і 48,5 % — жінки.
Середній дохід домогосподарств міста становив US$38 520, родин — $46 463. Середній дохід чоловіків становив $30 499 проти $28 315 у жінок. Дохід на душу населення в місті був $24 242. Близько 9,8 % родин і 12,7 % населення перебували за межею бідності, включаючи 16,6 % віком до 18 років і 4,0 % від 64 і старших.